# Agelena mossambica
Agelena mossambica är en spindelart som beskrevs av Roewer 1955. Agelena mossambica ingår i släktet Agelena och familjen trattspindlar.
Artens utbredningsområde är Moçambique. Inga underarter finns listade i Catalogue of Life.